# 朱彧
朱彧（？—？），字無惑，晚號萍洲老圃，北宋湖州烏程（今浙江湖州）人。

## 生平
朱服之子。朱彧的生卒年不詳，幼時依母胡氏居常州，後隨父寓居開封、萊州（今山东莱州）、潤州（今江苏镇江）各地。崇寧初年至廣州，曾在海南遏見蘇軾。晚年在湖北黃岡買地，稱萍洲，晚號萍洲老圃，約卒於紹興十八年（1148年）前後。

## 著作
著有《萍洲可談》（1119年），多記北宋末年廣州藩坊市舶之事，又記王安石、司馬光、蘇轍、黃庭堅、沈括等人軼事，其中對蘇軾記載尤詳。原書多散佚，清初四库馆臣从《永乐大典》辑出佚文二百余条。